# Luchthaven Haren

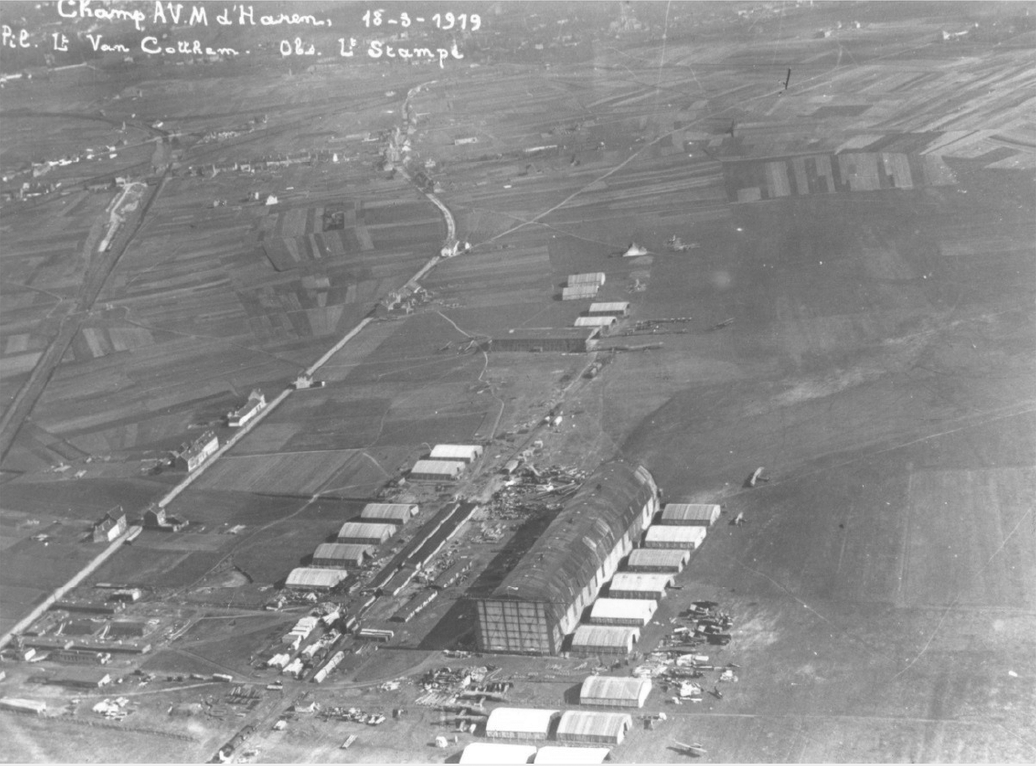
Haren in 1919

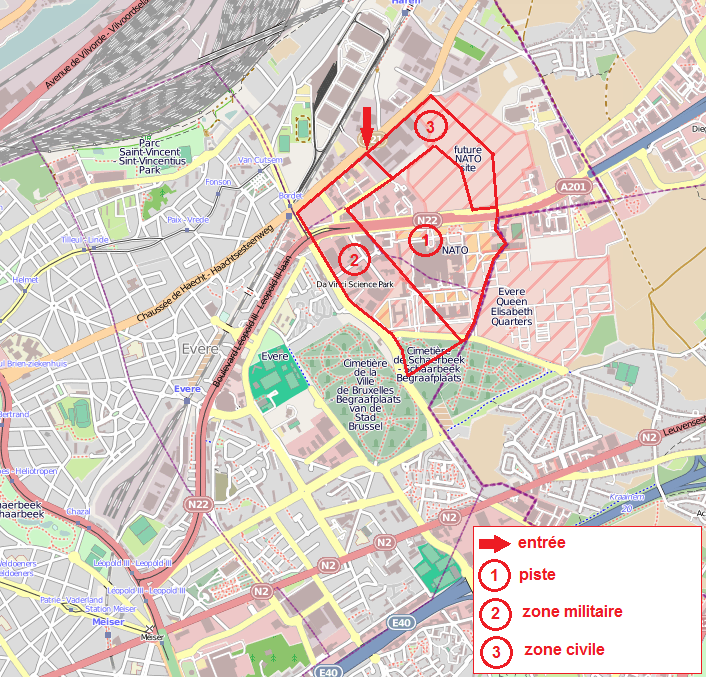
Locatie van de luchthaven

De Luchthaven van Haren (ook wel Haren-Evere) was de eerste nationale luchthaven van België, gelegen in Haren ten noordoosten van Brussel.

## Geschiedenis

### Eerste Wereldoorlog en Interbellum

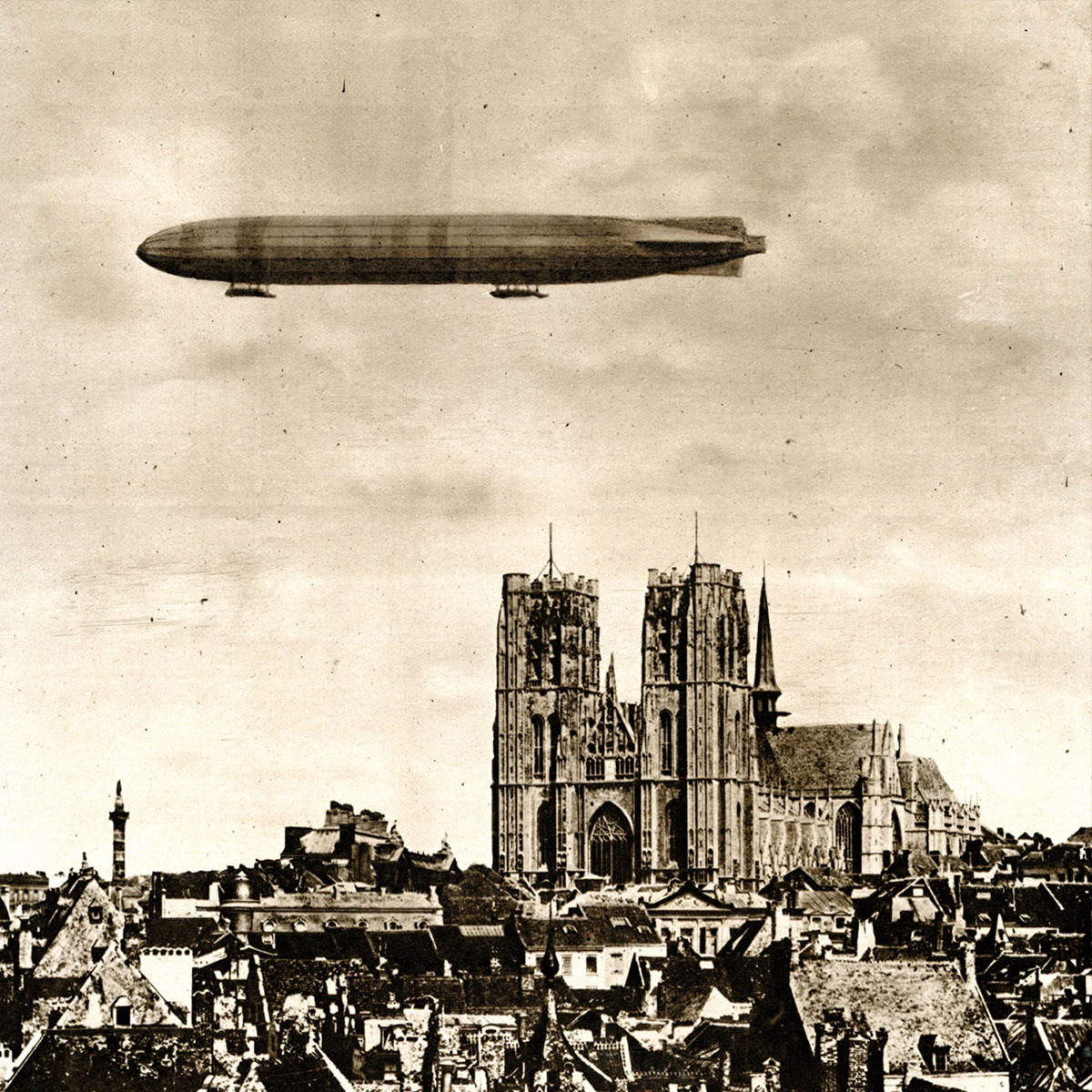
Een luchtschip boven bezet Brussel in 1915. In Haren hadden de Duitsers grote zeppelinloodsen gebouwd.

Tijdens de Eerste Wereldoorlog bouwde de Duitse bezetter op een grasstrook langs de Haachtsesteenweg in Haren, bij Evere, enkele houten loodsen voor zeppelins. Het vliegveld wordt voornamelijk gebruikt om Parijs te bombarderen. Na de oorlog werden het terrein en de loodsen verder gebruikt voor de vliegactiviteiten van het Belgische leger. Na de oorlog lieten de Duitsers vliegtuigen achter. Deze werden nadien gebruikt door het Belgische leger en waarbij de zeppelinloods werd gebruikt voor het stallen van deze vliegtuigen.
Op 31 maart 1919 ondertekende Koning Albert I de oprichtingsakte van het Syndicat National pour l'Etude des Transports Aériens (SNETA), het nationaal bureau voor de studie van de luchtvaart. Een week later werd er een testvlucht georganiseerd met een oude Duitse bommenwerper. Er werden twee passagiers van Brussel naar Londen en Parijs gevlogen. De vlucht Brussel – Londen - Parijs – Brussel duurde zeven en een half uur.
Later werden er lijnvluchten naar Londen en Parijs georganiseerd. De eerste passagiers kwamen samen in een houten gebouw aan de kant van de Haachtsesteenweg. In 1921 verwoestte een brand de grote houten loods en werd een deel van de vloot van SNETA vernield. Hierop werden nieuwe vliegtuigloodsen opgetrokken in baksteen.
In 1923 werd de zeppelinloods afgebroken. In hetzelfde jaar werd de luchtvaartmaatschappij Sabena opgericht en ging de Belgische burgerluchtvaart van start. De jonge maatschappij vond haar thuishaven eveneens in de gebouwen te Haren, waar ze door de militaire overheid werd gedoogd.
Op 12 februari 1925 vertrok Edmond Thieffry op Haren voor de eerste vlucht van Sabena naar Congo. In 1927 landde Charles Lindbergh, een week na zijn vlucht van New York naar Parijs, op het vliegveld van Haren.
In 1929 werden de houten loodsen vervangen door een grote luchthaventerminal voor het inchecken en het onthaal van passagiers. Verder waren er een verkeerstoren en wat onderhoudsfaciliteiten. In deze tijd was er geen sprake van start- of landingsbanen op Haren. Op het grote grasveld werd simpelweg recht tegen de wind opgestegen. Midden jaren dertig gebruikten naast Sabena, verschillende andere luchtvaartmaatschappijen de nationale luchthaven: Imperial Airways, Air France, KLM, Deutsche Lufthansa, Hillman's Airways (later deel van British Airways, vlucht naar Londen met een tussenstop in Het Zoute) en British Continental Airways (later deel van British Airways). Vanaf 23 februari 1935 werd er een eerste regelmatige lijndienst naar Congo opgericht door Sabena. Door de grote groei van het luchtverkeer (en de stad Brussel) werd tegen het einde van de jaren dertig opnieuw gedacht aan een grote modernisering van de nationale luchthaven (o.a. om gemakkelijker grote vliegtuigen te ontvangen). De Tweede Wereldoorlog stak hier echter een stokje voor. Op 10 mei 1940 vielen de Duitse troepen België binnen en een week later werd het vliegveld ingenomen.
In 1940, bij het begin van de oorlog, bouwde de Duitse invaller een militair vliegveld in Melsbroek en Steenokkerzeel. Omwille van het toenemende plaatsgebrek op grondgebied Evere-Haren had het Belgische leger in 1938 al 87 hectaren onteigend in Melsbroek, deelgemeente van Steenokkerzeel en was men gestart met de aanleg van het Belgische militaire reservevliegveld "Steenokkerzeel". De Duitsers bouwden het reservevliegveld echter uit tot een groot militair vliegveld van om en bij de 600 hectare: Fliegerhorst Melsbroek. Dit vliegveld wordt door middel van een vier kilometer lange 'taxiway' verbonden met de luchthaven van Haren.
Op luchtfoto's van na de Tweede Wereldoorlog zijn op het vliegveld van Haren twee landingsbanen zichtbaar: een met oriëntatie 14/32 (gras, 1000m), een andere met oriëntatie 09/27 (gras, 1000m). Het is onduidelijk wanneer en door wie deze werden aangelegd.

### Na de oorlog
Na de oorlog vond de Belgische overheid de locatie wel geschikt als nieuwe luchthaven voor Brussel en het militaire vliegveld van Melsbroek werd omgevormd tot civiele luchthaven. Geleidelijk verplaatsten de activiteiten van de burgerluchtvaart zich van Haren naar Melsbroek. De nieuwe DC-4-vliegtuigen van Sabena konden in Haren wel landen, maar voor het opstijgen was de piste te kort. Tot de voltooiing van het civiele luchthavengebouw bleven de passagiers inchecken in de terminal van Haren, waarna hun vliegtuig over een afstand van enkele kilometers door de velden over de rijweg taxiede naar de startbaan in Melsbroek. Hiervoor gebruikte men de 'Duitse Avenue', een door de Duitsers aangelegde betonbaan van Haren naar Melsbroek. De brug van de betonbaan over spoorlijn 36 werd in de jaren vijftig hergebruikt bij de eerste aanleg van de A201, toen A0 geheten. Een deel van deze betonbaan is vandaag nog in gebruik als parking, ten noorden van de Leonardo Da Vincilaan in Zaventem.
Tussen 1947 en begin 1949 verlieten alle regelmatige luchtvaartmaatschappijen Haren om zich op Melsbroek te vestigen. Op 20 juli 1948 werd de nieuwe burgerluchthaven in Melsbroek officieel geopend door prins-regent Karel. Het onderhoud van vliegtuigen van Sabena (zoals de DC-4) bleef nog tot begin jaren vijftig op Haren.

### Einde
Het verhaal van het vliegveld in Haren kwam definitief ten einde toen de NAVO in 1966 besloot er zijn hoofdkwartier te bouwen. De NAVO vestigde zich er in 1967, aan de Bourgetlaan (A201/N22). Het noordelijke deel van het voormalige vliegveld bleef in gebruik als militair kwartier 'Evere Noord' (ook wel Kwartier Koning Albert I geheten), het zuidelijke deel werd het militair kwartier 'Evere Zuid' (Kwartier Koningin Elisabeth).
De oorspronkelijke luchthavengebouwen, die in het kwartier Koning Albert I lagen en tot dan nog gebruikt werden door verschillende militaire diensten, werden in 2006 gesloopt ten voordele van de bouw van het nieuwe hoofdkwartier van de NAVO. België was tot dat moment het enige land ter wereld dat nog zijn eerste gebouwen voor de burgerluchtvaart bezat.

## Vandaag
Vandaag bestaat er nog één naoorlogs gebouw dat deel uitmaakte van het voormalige vliegveld. Dit gebouw, dat de vroegere meteorologische dienst van de luchthaven behuisde, staat nu op de terreinen van het hoofdkwartier van het Belgisch leger, het Kwartier Koningin Elisabeth. Het gebouw staat, in tegenstelling tot alle andere gebouwen in het militaire kwartier, georiënteerd langs de voormalige start- en landingsbaan.
Daarnaast zijn er nog verschillende bedrijven actief in de aeronautische en astronautische industrie, aanwezig in de buurt van het voormalige vliegveld, waarvan SABCA de bekendste is. Ook verwijzen nog verschillende straatnamen naar de voormalige luchthaven: Tweedekkersstraat, Vliegveldstraat, Raketstraat.